# Nordmarianerna
Nordmarianerna, formellt Samväldet Nordmarianerna (engelska: Commonwealth of the Northern Mariana Islands; chamorro: Sankattan Siha Na Islas Mariånas), är ett amerikanskt autonomt samvälde i ögruppen Marianerna i västra Stilla havet.

## Geografi

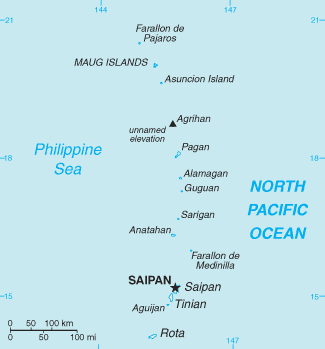
Nordmarianerna

Till Nordmarianerna hör alla öar i Marianerna förutom den sydligaste, Guam. Samväldet består av 15 öar eller öområden med en sammanlagd areal på cirka 477 km². Huvudorten Garapan ligger på huvudön Saipan.
Ögruppen ligger cirka 2 000 km nordöst om Filippinerna och sträcker sig cirka 735 km från norr till söder, huvudöns geografiska koordinater är 15°10′31″N 145°43′41″Ö / 15.17528°N 145.72806°Ö. Den högsta höjden är Mount Agrihan på Agrihan med cirka 965 m ö.h.
Området delas in i en nordlig och en sydlig del. Mer än 90 procent av de 83 000 invånarna bor på tre av de sydliga öarna.
- Norra delen
- Farallon de Pajaros
- Maug Islands
- Asuncion Island
- Agrihan
- Pagan
- Alamagan
- Guguan
- samt Zealandia Bank

- Södra delen
- Sarigan
- Anatahan
- Farallon de Medinilla
- Saipan, huvudön
- Tinian
- Aguijan
- Rota

### Klimat och miljö
Klimatet på Nordmarianerna är tropiskt, det vill säga varmt och fuktigt. Regntiden varar juli till november, den bästa restiden är under den svalare årstiden från december till maj.

### Administrativ indelning
Nordmarianerna är indelade i 4 "municipalities" (kommuner) där den norra delen är relativt obefolkad till följd av vulkanfara:
- Northern Islands, cirka 100 invånare
- Rota, cirka 4 500 invånare
- Saipan, cirka 72 000 invånare
- Tinian, cirka 4 500 invånare

Parlamentet "NMIC Legislative" har sitt säte i Capitol Hill på Saipan.

## Historia
Marianerna har troligen varit bebodd av polynesier sedan 1500-talet f.Kr. Ögruppen besöktes av européer för första gången av portugisiske Ferdinand Magellan under den första världsomseglingen i mars 1521. Han namngav då öarna "Las Islas de Los Ladrones" ("tjuvöarna"). Öarna hamnade 1667 under spansk överhöghet och döptes då om till "Islas de las Marianas" efter Filip IV:s änka Maria Anna av Österrike (som kallades Mariana de Austria på spanska) och förvaltades från Nya Spanien. Öarna fungerade som omlastningsplats för fraktskepp på väg till och från Nya Spanien och under det spanska väldet dog 90-95 procent av urbefolkningen.
Efter freden i det Spansk-amerikanska kriget 1899 avträdde Spanien den södra delen till USA och sålde den norra delen till Kejsardömet Tyskland. Den norra delen ingick sedan i Tyska Nya Guinea.
Under första världskriget ockuperades området i oktober 1914 av Japan. Japan erhöll förvaltningsmandat över området av Nationernas förbund vid Versaillesfreden 1919. Marianerna ingick sedan i Japanska Stillahavsmandatet.
Under andra världskriget användes ögruppen som flyg- och flottbas av Japan tills USA erövrade området 1944 bland annat under "Slaget vid Saipan".
I juli 1947 utsågs Marianerna tillsammans med hela Karolineröarna till "US Trust Territory of the Pacific Islands" av Förenta nationerna och förvaltades av USA.
I januari 1978 erhöll Nordmarianerna ett begränsat självstyre under "Commonwealth status" och i november 1986 ingicks en union med USA under namnet "Commonwealth of the Northern Mariana Islands". Detta innebar bland annat att invånarna erhöll amerikanskt medborgarskap.

## Demografi
- Etniska grupper: nordmarianer 36 %, asiater 56 %, andra 8 %.

Ursprungsbefolkningen kallar sig antingen "Carolinian" eller "Chamorros" beroende på vilket folkslag de anser sig tillhöra. Officiella språk är engelska jämte karoliniska och chamorro.

## Guvernörer från 1978
- Carlos G. Camacho, 1978–1982
- Pedro P. Tenorio, 1982–1990
- Lorenzo I. De Leon Guerrero, 1990–1994
- Froilan C. Tenorio, 1994–1998
- Pedro P. Tenorio, 1998–2002
- Juan N. Babauta, 2002–2006
- Benigno Fitial, 2006–2013
- Eloy Inos, 2013–2015
- Ralph Torres, 2015–